# Jan Jiskoot

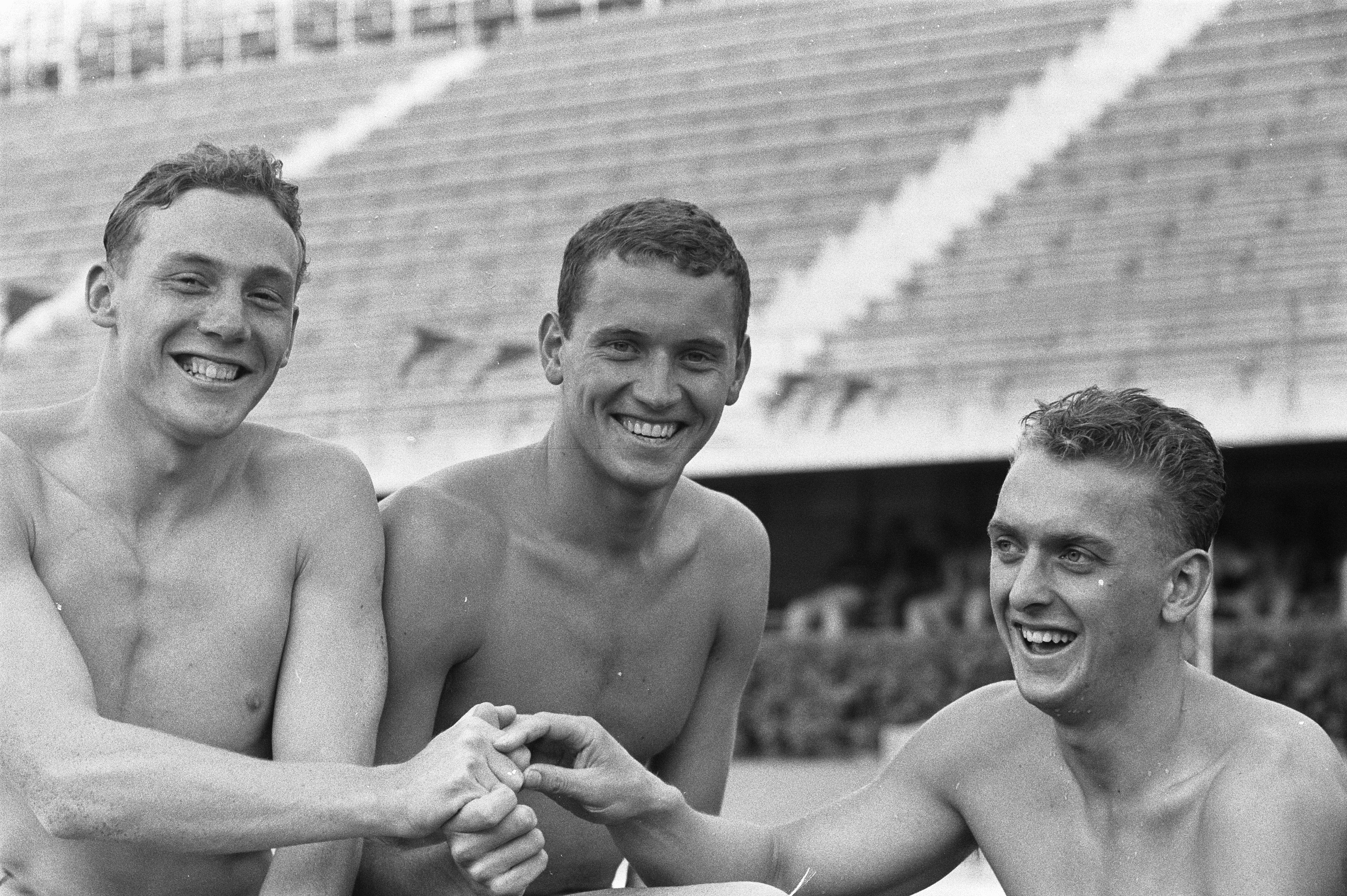
Van links naar rechts: Jan Jiskoot, Gerrit Korteweg en Wieger Mensonides tijdens de Olympische Spelen in Rome (1960)

Johannes (Jan) Jiskoot (Dordrecht, 3 maart 1940) komt de eer toe de eerste zwemmer uit Europa te zijn geweest, die op de 100 meter vlinderslag (langebaan) onder de destijds magische grens van één minuut dook. Hij deed dat in 1962 bij wedstrijden in Parijs: 59,5 seconden.
Jiskoot kon echter niet alleen op de vlinderslag uit de voeten; de zwemmer die lid was van Merwede en Het IJ was tevens bedreven op de rugslag. Jiskoot won in de periode 1960-1966 niet minder dan veertien Nederlandse titels op de 100 meter rugslag, 100 meter vlinderslag, de 200 meter vlinderslag, de 400 meter wisselslag en de 100 meter vrije slag.
Zijn grootste internationale successen waren de zilveren medaille op de 400 meter wisselslag persoonlijk (tijd 5.05.5) op de EK 1962 te Leipzig en de bronzen medaille, behaald in 1962 met de Nederlandse estafetteploeg op de 4x100 meter wisselslag (tijd 4.10,9) bij de Europese kampioenschappen langebaan in Leipzig. Die aflossingploeg bestond verder uit Jan Weeteling (rugslag), Wieger Mensonides (schoolslag) en Ron Kroon (vrije slag). In de finale bleken de DDR en de Sovjet-Unie sneller.
Jiskoot deed mee aan twee Olympische Spelen, maar noch in Rome noch in Tokio viel hij in de prijzen. Zijn beste individuele prestatie was de zesde plaats op de 400 meter wisselslag in Tokio.

## Internationale erelijst

### 1960
```
Olympische Spelen
 (langebaan) in 
Rome

 * Twintigste op de 100 meter rugslag                 1.05,9
 * Achtste op de 4x100 meter wisselslag               4.12,8
```

### 1962
```
Europese kampioenschappen
 langebaan (50 meter) in 
Leipzig
:
 * Tweede op de 400 meter wisselslag                  5.05,5 
 * Derde op de 4x100 meter wisselslag                 4.10.9
 * Zevende op de 4x100 meter vrije slag               3.49,8
```

### 1964
```
Olympische Spelen
 (langebaan) in 
Tokio

 * Zesde op de 400 meter wisselslag                   5.01,9
 * Tiende op de 4x100 meter vrije slag                3.43,8
 * Twaalfde op de 4x200 meter vrije slag              8.27,2
 * Negende op de 4x100 meter wisselslag               4.12,6
```

### 1966
```
Europese kampioenschappen
 langebaan (50 meter) in 
Utrecht
:
 * Negende op de 400 meter wisselslag                 5.04,1
 * Zesde op de 4x100 meter wisselslag                 4.09,8
```